# Flecha Valona 1966
La Flecha Valona 1966 se disputó el 29 de abril de 1966, y supuso la edición número 30 de la carrera. El ganador fue el italiano Michele Dancelli. El francés Lucien Aimar y el alemán Rudi Altig fueron segundo y tercero respectivamente.  

## Clasificación final
| Pos. | Ciclista              | Equipo                   | Tiempo   |
| ---- | --------------------- | ------------------------ | -------- |
| 1    | Michele Dancelli      | Molteni                  | 5h46'30" |
| 2    | Lucien Aimar          | Ford France-Hutchinson   | m.t.     |
| 3    | Rudi Altig            | Molteni                  | m.t.     |
| 4    | Jan Janssen           | Pelforth-Sauvage-Lejeune | a 1'55"  |
| 5    | Roger Swerts          | Mercier-Hutchinson-BP    | m.t.     |
| 6    | André Messelis        | Dr. Mann-Grundig         | m.t.     |
| 7    | Willy In't Ven        | Dr. Mann-Grundig         | a 2'50"  |
| 8    | Rolf Wolfshohl        | Mercier-Hutchinson-BP    | m.t.     |
| 9    | Georges Vanconingsloo | Peugeot-Michelin-BP      | a 3'30"  |
| 10   | Felice Gimondi        | Salvarani                | m.t.     |